# 한RSS
한알에스에스(HanRSS)는 웹기반 RSS 리더(Reader)이며, RSS 및 Atom 포맷으로 배포되는 피드를 구독하는 데 사용된다. 2005년 10월 개발자 서성렬 에 의해 사이트가 오픈되었고, 2007년 7월 설립된 아루웍스 에 의해 운영하고 있었으나, 2015년 5월 31일부로 서비스를 종료하였다.
2015년 5월 12일, 서비스 종료일(2015년 5월 31일)을 알려왔으나 이를 아는 사람이 극히 드물어 백업기간이 너무 짧지 않았냐는 비판도 나오고 있다.

## 기능
- RSS(0.9x, 1.0, 2.0) 및 ATOM (0.3, 1.0) 피드 포맷 구독 지원
- OPML 가져오기/내보내기 기능
- 페이퍼 : 구글 뉴스와 비슷하게 컴퓨터가 등록된 구독자 100명 이상의 인기 피드로부터 뽑은 글들을 토대로 자동으로 분류해 보여준다.
- 알리미 기능
- API를 공개해 플랫폼을 이용하여 개발자가 다양한 프로그램을 작성할 수 있다.

## 서버 인프라 협력
- 네오위즈 인터넷 : 2010년 6월 ~ 2015년 5월
- 엔씨소프트 오픈마루 : 2006년 8월 ~ 2010년 5월
- 첫눈 : 2006년 3월 ~ 2006년 7월